# Adolf Detel
Adolf Detel (* 19. März 1903 in Wendisch Evern; † 20. Dezember 1995 in Hamburg) war ein deutscher Musikpädagoge und Chorleiter.

## Leben und Werk
Adolf Detel studierte Musik und Germanistik in Hamburg und war schon während des Studiums als Volksschullehrer tätig. Nach dem Studienabschluss wirkte er als Musiklehrer am Realgymnasium der Gelehrtenschule des Johanneums in der Armgartstraße in Hamburg. Er leitete die Rundfunkspielschar HJ am Reichssender Hamburg und war HJ-Führer. Als Nachfolger von Karl Paulke übernahm er 1938/39 die Leitung der Staatlichen Hamburger Singschule. Nach Kriegsteilnahme und Kriegsgefangenschaft leitete er von 1951 bis 1953 als Gründungsdirektor die Staatliche Jugendmusikschule Hamburg. 1953 wechselte er als Professor für Chor- und Orchesterleitung an die neugegründete Hochschule für Musik in Hamburg. Diese Professur hatte er bis 1970 inne. Von 1951 bis 1975 leitete er den Städtischen Chor der Hansestadt Hamburg.
Eine Institution war die von Detel geleitete Konzertreihe „Liebe Alte Weihnachtslieder“, die dieser von 1939 bis 1991 dirigierte – erst in der Hauptkirche St. Jacobi, nach deren Zerstörung dann in  St. Petri. Für diese Konzertreihe und Schallplattenaufnahmen hatte Detel im Lauf der Jahre mehr als 800 Weihnachtslieder und Motetten aus ganz Europa gesammelt, übersetzt, bearbeitet und teils veröffentlicht. 1978 wurde er mit der Johannes-Brahms-Medaille ausgezeichnet. Detel war mit der Schauspielerin und Musiklehrerin Heidi Haronska-Detel (1924–2022) verheiratet. Beide erhielten ihre letzte Ruhestätte auf dem Friedhof Wohldorf.